# Goryl górski
Goryl górski (Gorilla beringei) – gatunek ssaka naczelnego z podrodziny Homininae w obrębie rodziny człowiekowatych (Hominidae). Jest największą małpą człekokształtną – dorosły samiec może ważyć od 150-200 kg. Od goryli nizinnych różni się dłuższymi i ciemniejszymi włosami.

## Zasięg występowania
Goryl górski występuje w Afryce Środkowej i Wschodniej zamieszkując w zależności od podgatunku:
- G. beringei beringei – goryl górski – region wulkanicznego łańcucha górskiego Wirunga we wschodniej Demokratycznej Republice Konga, południowo-zachodniej Ugandzie i północno-zachodniej Rwandzie oraz w Bwindi Impenetrable National Park w południowo-zachodniej Ugandzie.
- G. beringei graueri – goryl wschodni – wschodnia Demokratyczna Republika Konga, w trzech głównych obszarach (Park Narodowy Kahuzi-Biéga, góry Itombwe i Maiko-Tayna).

## Taksonomia
Gatunek po raz pierwszy naukowo opisał w 1903 roku niemiecki zoolog Paul Matschie nadając mu nazwę Gorilla beringeri. Holotyp pochodził z Mount Sabyinyo, w Rwandzie. 
Goryle z Bwindi Impenetrable National Park w południowo-zachodniej Ugandzie są obecnie wymieniane jako podgatunek beringei. Ich mtDNA nie różni się od beringei w regionie wulkanicznym Wirunga, ale morfologicznie bardziej przypominają podgatunek graueri. Potrzebne są dalsze badania, aby wyjaśnić ich taksonomię. Autorzy Illustrated Checklist of the Mammals of the World rozpoznają dwa podgatunki.

### Etymologia
- Gorilla: nazwa pochodzi od greckiego słowa Γοριλλαι Gorillai „plemię owłosionych kobiet” nazwane przez Hannona, kartagińskiego żeglarza, który przypuszczalnie przybył (około 480 p.n.e.) na obszar dzisiejszego Sierra Leone[11].
- beringei: mjr. Friedrich Robert von Beringe (1865–1940), oficer armii niemieckiej w Afryce Wschodniej w latach 1984–1906; w 1902 kierował wyprawą na Wirungę jako sposób na utrzymywanie kontaktu z placówkami niemieckimi i ustalenie granic niemieckiej Afryki Wschodniej i drugiego dnia wyprawy jeden z członków zespołu zauważył „stado dużych, czarnych małp próbujących wspiąć się na szczyt wulkanu” w pobliżu ich obozu, Beringe strzelił i zabił dwa osobniki w celu ich dokładniejszego zbadania[12].
- graueri: Rudolf Grauer (1871–1927), austriacki ornitolog, odkrywca, kolekcjoner z tropikalnej Afryki w latach 1904–1911[13].

## Morfologia
Długość ciała (bez ogona) 101–120 cm, wysokość w pozycji stojącej samic 130–150 cm, samców 159–196 cm; masa ciała samic 60–98 kg, samców 120–209 kg. 

## Tryb życia

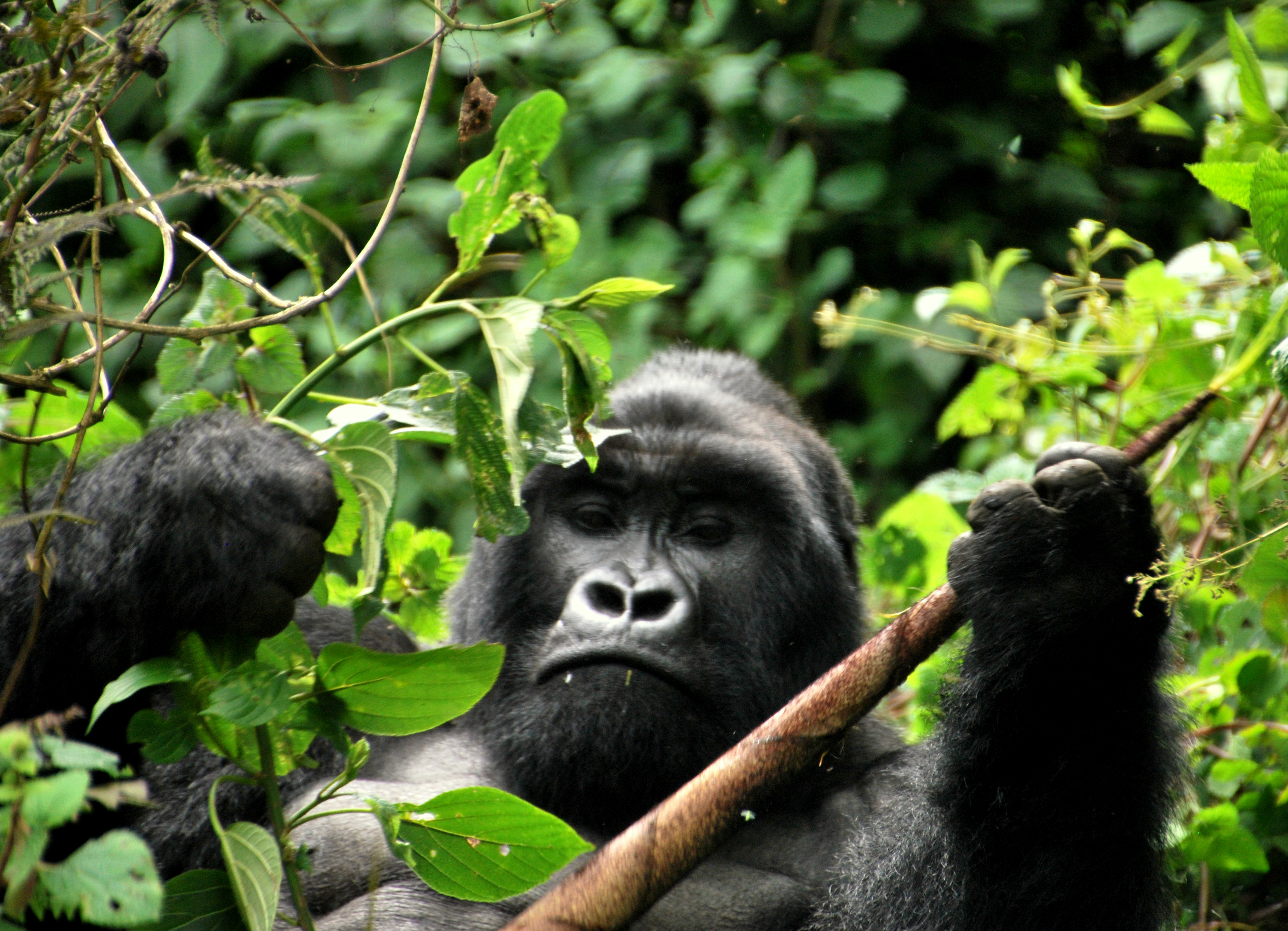
Goryl górski z grupy Sabyinyo, Park Narodowy Wulkanów, Rwanda.

Grupa rodzinna goryli górskich składa się z dorosłego samca, kilku samic i młodych w różnym wieku. Takiej grupie, liczącej od 2-30 osobników, przewodzi samiec, którego można rozpoznać po białej sierści na grzbiecie. Są to dojrzałe samce liczące powyżej 10 lat (wówczas osiągają dojrzałość płciową), nazywane srebrzystogrzbietymi. Stada goryli górskich są uporządkowane hierarchicznie według wieku samców. Stado prowadzi powolny tryb życia, a członkowie stada nie oddalają się od niego. Porozumiewają się gestami i odgłosami, przy czym repertuar znaków jest ubogi. Agresja występuje rzadko.
Samice osiągają dojrzałość płciową w wieku ok. 6 lat. Ciąża trwa 9 miesięcy. Młode goryle po urodzeniu ważą ponad 2 kg.
Młode samice po osiągnięciu dojrzałości porzucają macierzyste stado i poszukują innych haremów. Nieliczne młode samce pozostają w haremie jako samce podporządkowane, oczekując na przejęcie stada po śmierci ojca, większość z nich wędruje samotnie i próbuje zwerbować wolne samice do własnego haremu. Współpraca między samicami jest rzadkością – niekiedy pojawia się w czasie, kiedy migrują pomiędzy stadami, poza tymi przypadkami rywalizują one pomiędzy sobą o względy dominującego samca. W czasie rui obrzęk sromowy jest 
u nich nieznaczny.
W niewoli goryle żyją do ok. 35 lat.

## Odniesienia w kulturze masowej
Badaniami goryli górskich zajmowała się m.in. Dian Fossey.
Media:
- 1988 r. – film fabularny „Goryle we mgle”.
- 2021 r. – utwór „Virunga” Marii Peszek

## Zagrożenie wymarciem
Do 2010 roku goryle górskie były szybko wymierającym gatunkiem. Ich populacja liczyła około 600 osobników. Dzięki poprawie warunków życia i zmniejszeniu zagrożenia od strony ludzi liczba tych ssaków wzrosła o 25% (stan na czerwiec 2018 r.).